# Фримартин

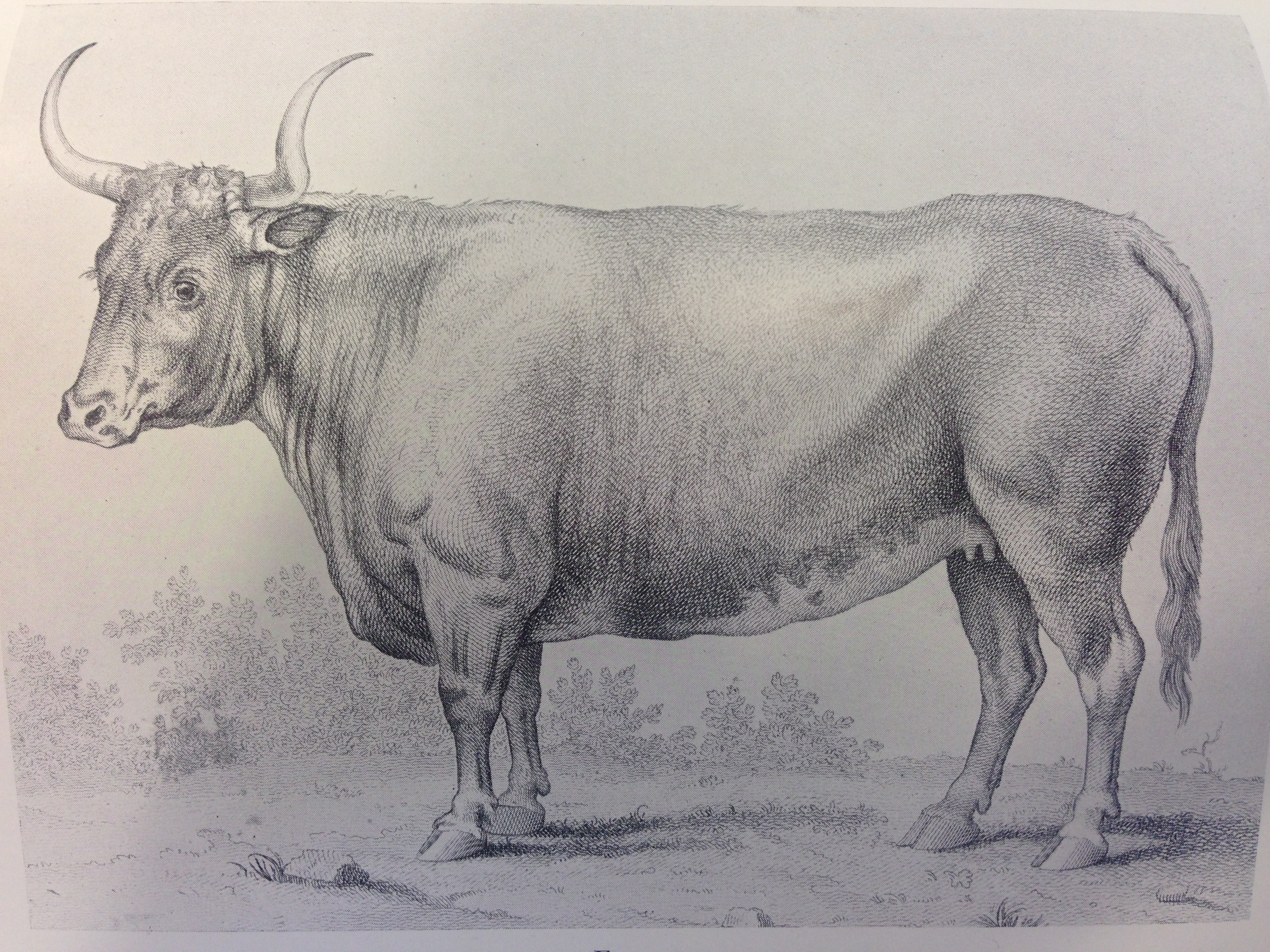
Зображення фримартина із зібрання творів Джона Хантера.

Фримартин або фрі-мартин (англ. freemartin або free-martin) — бесплідний ссавець жіночої статі з маскулінною поведінкою та не функціонуючими яєчниками. Генетично така тварина є химерою: Каріотип проби клітин містить XX/XY хромосоми. Тварина зачинається як жіноча стать (XX), але отримує чоловічий (XY) компонент в утробі в результаті обміну певного клітинного матеріалу від близнюка чоловічої статі через судинний зв′язок між плацентами: приклад мікрохимеризму. Зовні, тварина має вигляд жіночої статі, але численні аспекти жіночого репродуктивного розвитку видозмінені через набуття антимюллерового гормону від близнюка чоловічої статі. Фримартинізм — це звичайний науково досліджений наслідок у близнюків змішаних статей великої рогатої худоби; також трапляються випадки в інших ссавців, зокрема, в овець, кіз та свиней.
У фольклорі сільських місцевостей цей феномен зустрічається не лише стосовно великої рогатої худоби, а також поширюється на близнюків людей; віра у це зберігалася впродовж багатьох поколінь і вперше згадується у працях Преподобного Беди у VII-VIII столітті.
Фримартинізм у людини офіційно не доведений. Проте, існують певні дослідження, які роблять припущення і стверджують, що цей феномен більш поширений, ніж вважалося раніше.

## Використання у літературі
- У романі Олдоса Гакслі Прекрасний Новий Світ, "фримартин" (згадується у розділах 1, 3, 11 та 17) це жінка, яку спеціально зробили стерильною під впливом гормонів на стадії розвитку плоду; у книзі урядова політика вимагає 70%-ове співвідношення фримартинів до усього жіночого населення.